# Pieve di Mariano
La pieve di Mariano o pieve di Santo Stefano di Mariano (in latino: Plebis Marianensis o Plebis Sancti Stephani Marianensis) era il nome di un'antica pieve dell'arcidiocesi di Milano e del Ducato di Milano con capoluogo Mariano Comense.
Il santo patrono era santo Stefano a cui è ancora oggi dedicata la chiesa prepositurale di Mariano Comense.

## Storia
Dal punto di vista religioso, alcuni studiosi hanno supposto che la pieve sia nata da uno scorporamento di territorio della pieve di Missaglia. Secondo altri, la pieve si sarebbe originata attorno al V secolo, periodo a cui risale una capsella rinvenuta nell'altare del battistero marianese di San Giovanni. Le prime notizie documentate circa l'esistenza della pieve si ritrovano tuttavia in un atto del 1068, ove già viene citata la chiesa di Santo Stefano come capopieve plebana. Nel 1174, la pieve era già retta da un collegio di sacerdoti. Nel 1398 apprendiamo che il numero dei canonici era di undici oltre al prevosto, numero che rimase invariato sino al XV secolo, quando vengono citati anche due canonici col titolo di "cappellani". Col Rinascimento la pieve assunse anche una funzione amministrativa civile come ripartizione locale della Provincia del Ducato di Milano, al fine di ripartire i carichi fiscali e provvedere all'amministrazione della giustizia.
La canonica di Santo Stefano giunse a dodici canonicati nel XVI secolo, e sono ricordate ancora nello stesso periodo la cappella di Santa Maria in Santo Stefano di Mariano e le rettorie dei Santi Nazaro e Celso di Arosio, Inverigo, Carnago, San Martino di Gattedo ("Ingaterio"), San Giorgio di Cabiate e San Lorenzo di Villa.
Dal Cinquecento, inoltre, era andata affiancandosi alla struttura plebana, il vicariato, il quale coincideva per ambiti ed interessi con la pieve stessa, il che segnò inesorabilmente l'inizio della decadenza della pieve stessa. Dal punto di vista civile, la pieve amministrativa fu soppressa nel 1797 in seguito all'invasione di Napoleone e alla conseguente introduzione di un nuovo ma effimero distretto che non vide neanche la fine del secolo. Atipica fu solo la sorte di Paina, che a quel punto cominciò ad essere legata a Giussano, località con cui non aveva storicamente mai avuto nulla da spartire, abbandonando gli storici legami con Mariano.
Per ciò che concerne la pieve religiosa, alle originarie parrocchie si aggiunse nel 1926 anche quella di Perticato. Nel 1971 la pieve di Santo Stefano di Mariano Comense venne soppressa come tutte le altre pievi milanesi dai decreti del cardinal Colombo, arcivescovo di Milano.

## Territorio
Nella seconda metà del XVIII secolo, il territorio della pieve era così suddiviso:
| Pieve civile           | Pieve ecclesiastica                                    |
| Comune di Mariano      | Parrocchia prepositurale di Santo Stefano protomartire |
| Comune di Arosio       | Parrocchia dei Santi Nazaro e Celso                    |
| Comune di Brenna       | Parrocchia di San Gaetano                              |
| Comune di Cabiate      | Parrocchia di Santa Maria Nascente                     |
| Comune di Carugo       | Parrocchia di San Bartolomeo apostolo                  |
| Comune di Cremnago     | Parrocchia di San Vincenzo martire                     |
| Comune di Inverigo     | Parrocchia di Sant'Ambrogio                            |
| Comune di Paina        | Parrocchia di Santa Margherita                         |
| Comune di Romanò       | Parrocchia di San Michele arcangelo                    |
| Comune di Villa Romanò | Parrocchia di San Lorenzo martire                      |